# Paysage avec les funérailles de Phocion
Les Funérailles de Phocion connue aussi sous le nom de Paysage avec les Funérailles de Phocion est une peinture paysagère de 1648. Elle a été réalisée par le peintre français Nicolas Poussin. 

## Description

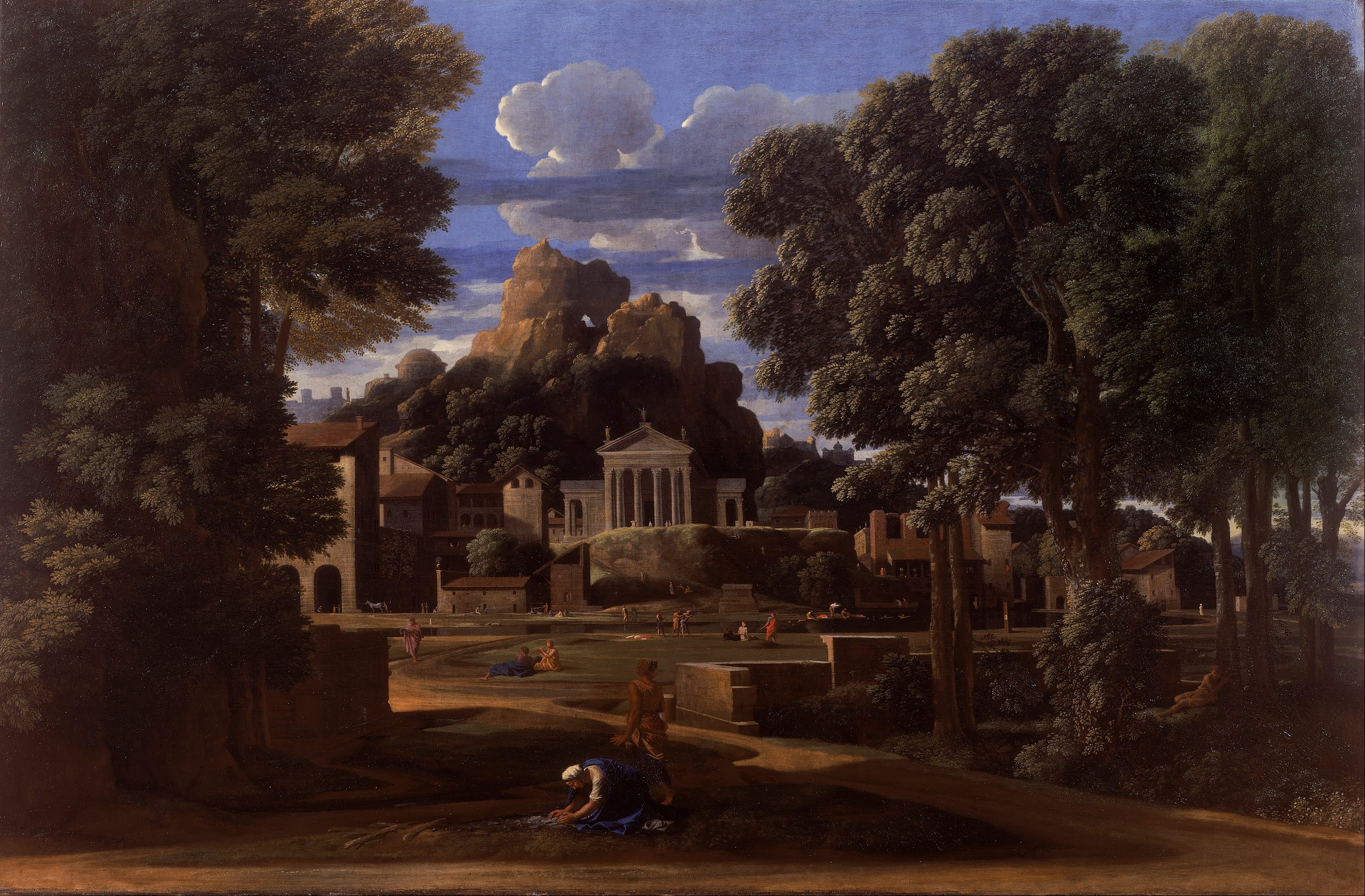
Pendant de Liverpool, Paysage avec les cendres de Phocion.

Phocion était un Athénien,  homme d'état à partir du IVe siècle av. J.-C., qui fut condamné injustement à s'empoisonner. Interdit de sépulture dans la cité, son corps fut emporté hors d'Athènes et brûlé sur un bûcher, thème de la composition. La peinture est détenue au sein de la collection du Comte de Plymouth à Oakly Park et déposée pour un prêt longue durée au Musée national de Cardiff. Elle mesure 117,5 × 178 cm. Cette œuvre est le pendant du Paysage avec les cendres de Phocion conservé au Walker Art Gallery à Liverpool.

## Copies
Deux copies anciennes de la peinture sont connues :
- l'une au musée du Louvre à Paris provenant de la collection Rosewall à Guernesey et acquis en 1922. Il a été un temps pensé qu'il s'agissait de l'original mais les historiens de l'art s'accordent pour y voir une copie du tableau de Cardiff[2].
- une autre à la Glass House à New Canaan, Connecticut, aux États-Unis. Walter Friedlaender a émis l'hypothèse qu'il s'agissait de l'original mais les historiens de l'art s'accordent pour y voir une simple copie ancienne[3].

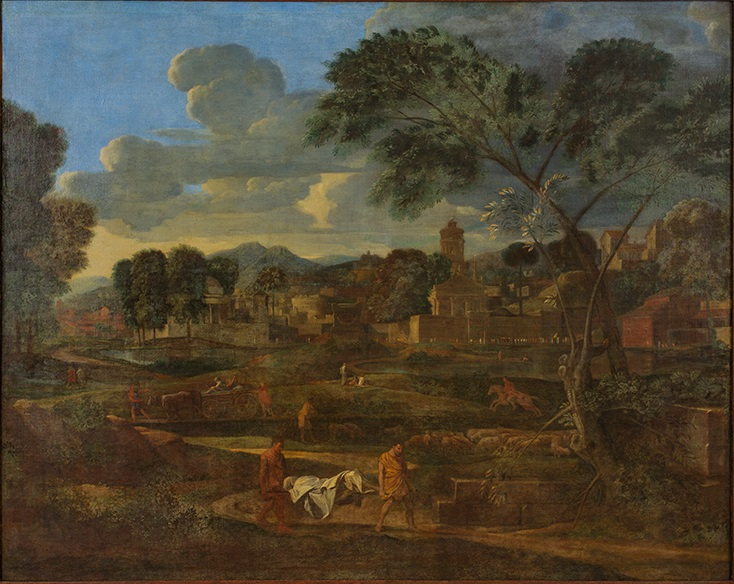
Version de Glass House (États-Unis)
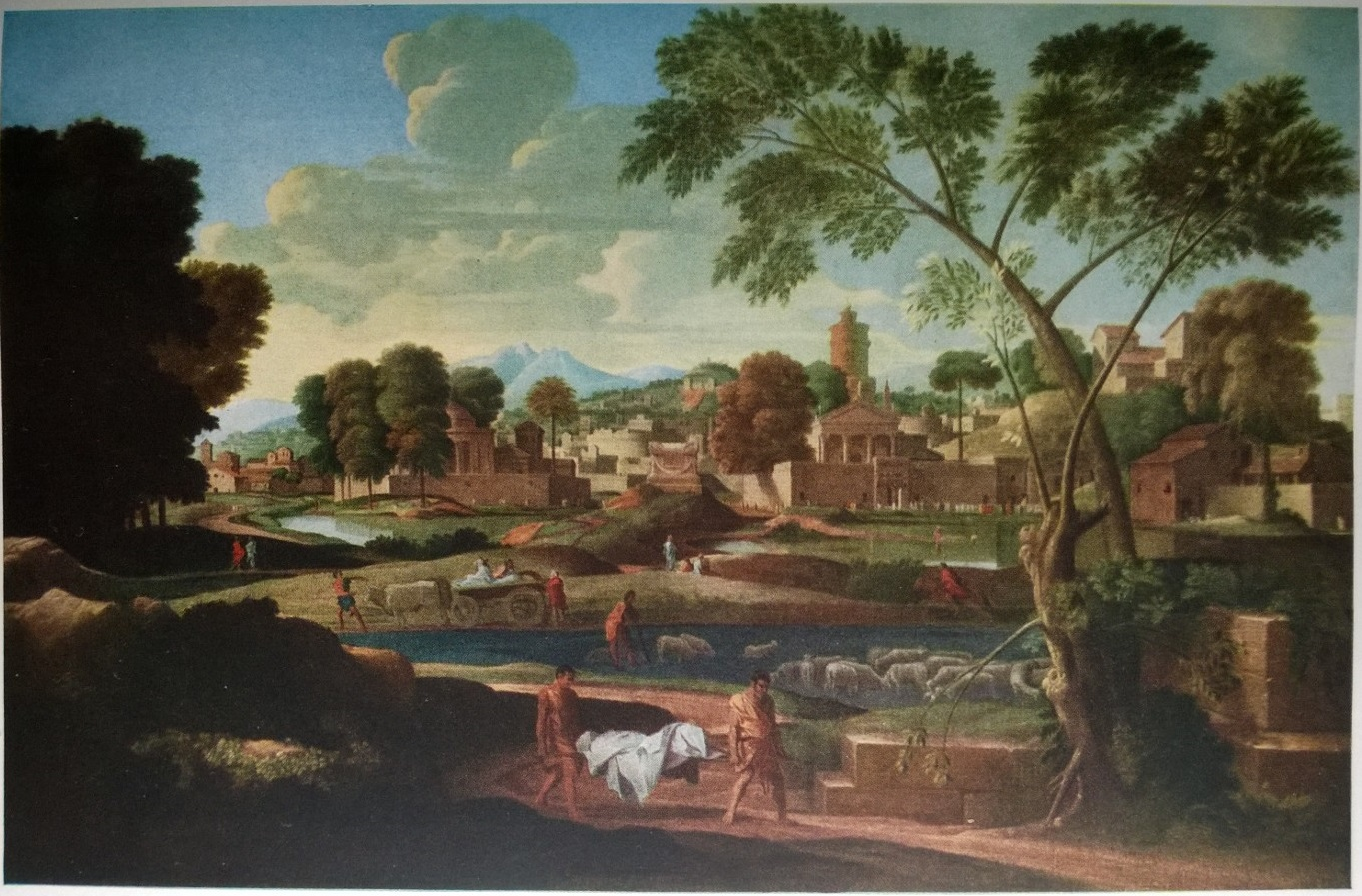
Version du Louvre

## Postérité
Le tableau fait partie des « 105 œuvres décisives de la peinture occidentale » constituant le musée imaginaire de Michel Butor.